# Valerie Mahaffey
Valerie Mahaffey (16. června 1953 Sumatra, Indonésie – 30. května 2025 Los Angeles, Kalifornie, USA) byla americká herečka. Za vedlejší roli v komediální sérii Zapadákov obdržela roku 1992 televizní cenu Emmy.

## Životopis
Valerie Mahaffey se narodila 16. června 1953 na indonéské Sumatře kanadské matce a americkému otci, který pracoval v ropném průmyslu. Své dětství prožila v Indonésii, později v Nigérii a ve Spojeném království. Následně se rodina usadila v Austinu v americkém Texasu, kde Valerie Mahaffey absolvovala bakalářské studium výtvarných umění na Texaské univerzitě.
Herectví se začala věnovat v roce 1977. Začínala v New Yorku, kde účinkovala na Broadwayi i v dalších divadlech. Svou první významnou roli získala v seriálu The Doctors, za kterou získala první nominaci na Emmy. První významnější rolí byla postava hypochondričky Eve v seriálu Proč Aljaška? z roku 1992. Její další známou rolí byla paní Hammerschmidtová v seriálu Zoufalé manželky.
Objevila se rovněž v seriálech Nekonečné nebe, Malý Sheldon, Hannah Montana, nebo Glee. Ve filmu si zahrála například v dramatu Sully: Zázrak na řece Hudson.
V roce 1990 se provdala za kanadsko-amerického herce Josepha Kella, s nímž měla dceru Alice.
Valerie Mahaffey zemřela na rakovinu, dne 30. května v Los Angeles ve věku 71 let.

## Filmografie (výběr)

### Televize
- The Doctors (1979–1981)
- Zoufalé manželky (2006–2007, 2012)
- Tara a její svět (2009)
- Devious Maids (2013, 2015)
- Doktorka z Dixie (2014)
- Malý Sheldon (2017–2024)
- Smrt nás spojí (2019–2022)

### Filmy
- Sully: Zázrak na řece Hudson (2016)